# Салтаново
Салта́ново (рос. Салтаново) — село у складі Новолялинського міського округу Свердловської області.
Населення — 216 осіб (2010, 247 у 2002).
Національний склад населення станом на 2002 рік: росіяни — 86 %.